# Kirišima (Kagošima)
Kirišima (japonsky:霧島市; Kirišima-ši) je město v prefektuře Kagošima na ostrově Kjúšú v Japonsku. V červenci 2011 zde žilo necelých 130 tisíc obyvatel. Nedaleko města se nachází archeologické naleziště Uenohara, které zkoumá vykopávky z období Džómon.

## Průmysl a doprava
Má zde sídlo Japan Air Commuter, což je jedna z největších leteckých společností v Japonsku. Na okraji města se nachází též průmyslová zóna se závody od společností Sony či Kyocera. Město je důležitým dopravním uzlem. Má své vlastní letiště a vlakové nádraží.